# Baćica
Pour les articles homonymes, voir Bacice.
Baćica ou Bačiće (en serbe cyrillique : Баћица) est un village de Serbie situé dans la municipalité de Tutin, district de Raška. Au recensement de 2011, il comptait 425 habitants.

## Démographie

### Évolution historique de la population
| 1948 | 1953 | 1961 | 1971 | 1981 | 1991 | 2002 | 2011 |
| ---- | ---- | ---- | ---- | ---- | ---- | ---- | ---- |
| 346  | 391  | 451  | 506  | 521  | 441  | 347  | 425  |

|  |